# Луций Скрибоний Либон (претор 204 пр.н.е.)
Вижте пояснителната страница за други личности с името Луций Скрибоний Либон.
Луций Скрибоний Либон (на латински: Lucius Scribonius Libo) е политик на Римската република през 3 век пр.н.е. Произлиза от плебейската фамилия Скрибонии, клон Либон.
Той е син на Луций Скрибоний Либон, народен трибун 216 пр.н.е. През 204 пр.н.е. Либон е претор и управител peregrina jurisdictio на провинция Галия.